# Temelucha lasseni
Temelucha lasseni är en stekelart som beskrevs av Dasch 1979. Temelucha lasseni ingår i släktet Temelucha och familjen brokparasitsteklar. Inga underarter finns listade i Catalogue of Life.